# Escalloniales
Escalloniales is een botanische naam, voor een orde in de tweezaadlobbige planten: de naam is gevormd uit de familienaam Escalloniaceae. Een orde onder deze naam wordt zelden erkend door systemen voor plantentaxonomie, maar wel door de Angiosperm Phylogeny Website [11 augustus 2009]. De orde wordt dan geplaatst in de clade die daar asterid II heet, bij APG II de euasterids II, en in de 23e druk van de Heukels de Campanuliden.
- orde Escalloniales
familie Escalloniaceae

Ook APG III (2009) erkent zo'n orde.